# Saint-Pierre-le-Moûtier
Saint-Pierre-le-Moûtier település Franciaországban, Nièvre megyében. Lakosainak száma 1828 fő (2022. január 1.). Saint-Pierre-le-Moûtier Saint-Parize-le-Châtel, Azy-le-Vif, Chantenay-Saint-Imbert, Langeron és Livry községekkel határos.

## Népesség
A település népessége az elmúlt években az alábbi módon változott:
| Lakosok száma | 2005 | 1954 | 1978 | 1956 | 1918 | 1879 | 1840 | 1832 | 1828 |
|               | 2013 | 2015 | 2016 | 2017 | 2018 | 2019 | 2020 | 2021 | 2022 |